# Hiawatha (wódz)

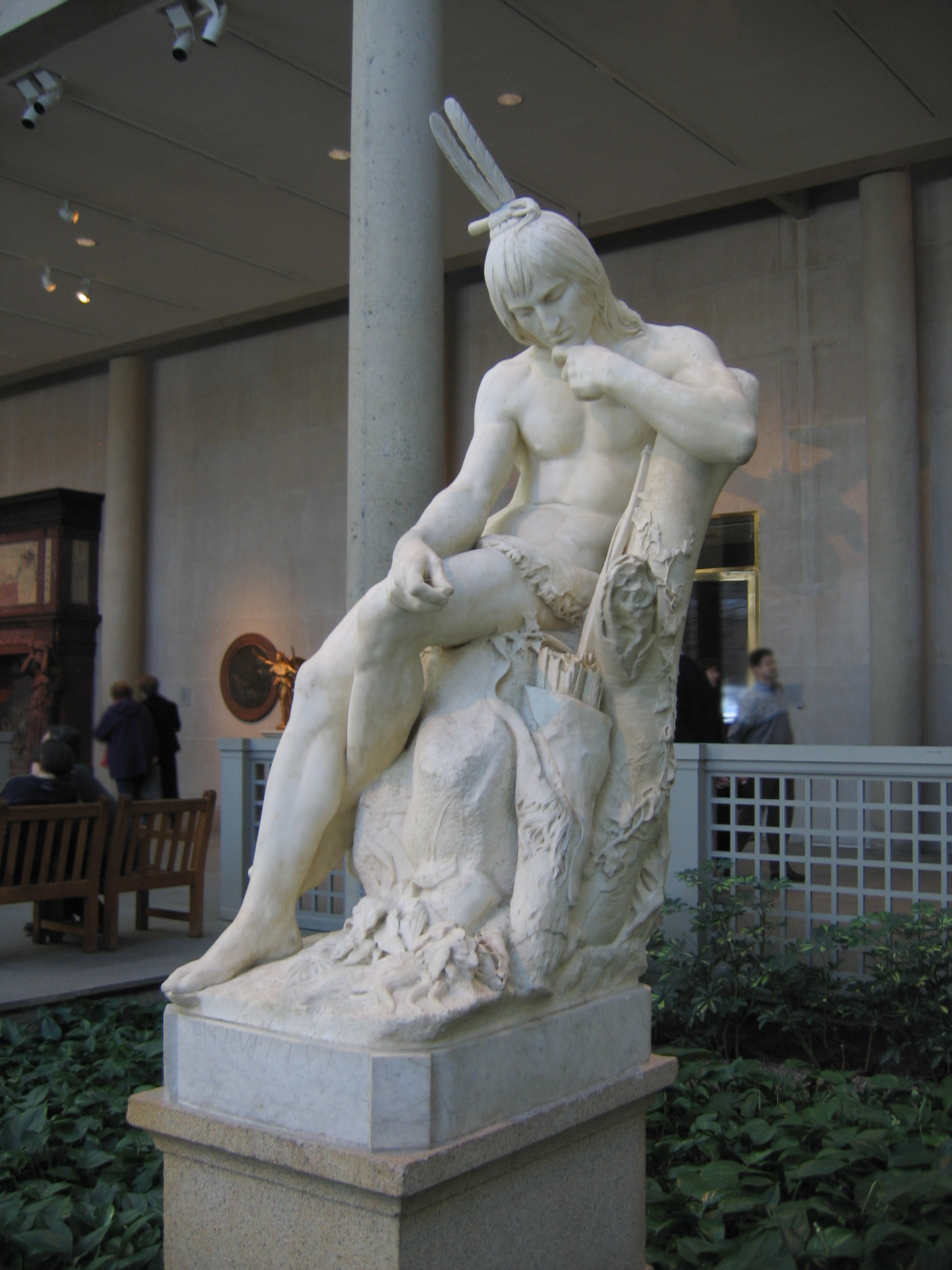
Hiawatha (Augustus Saint-Gaudens)

Hiawatha (także znany jako Ayenwatha lub Ha-yo-went'-ha w języku onondaskim) – żyjący (według różnych przekazów) w XII, XV lub XVI wieku wódz irokeski, według ustnych przekazów irokeskich uczeń Wielkiego Rozjemcy Deganewidy, założyciela Ligi Pięciu Narodów.
Wraz z Deganewidą miał rozpalić Wieczny Płomień, wokół którego zbierała się Wielka Rada Konfederacji Pięciu Narodów.

## Biografia i mit
Hiawatha urodził się albo jako Mohawk, albo jako Onondaga w północnej części dzisiejszego stanu Nowy Jork. O jego wczesnych latach wiadomo bardzo niewiele. Według legendy ożenił się z córką wodza i został bardzo wpływowym „medicine man” lub czarodziejem słynnym ze swoich oratorskich zdolności. W tym czasie (koniec drugiej połowy XVI wieku) plemiona irokeskie nieustannie walczyły między sobą. Hiawatha pomógł w zorganizowaniu pięciu krańcowo wrogich plemion irokeskich i wojowniczych plemion irokeskich, które były przy tym najbardziej zaawansowanymi intelektualnie grupami Indian na północ od Meksyku, w bardzo zaawansowaną polityczną ligę, zjednoczoną dzięki systemowi praw. Liga ta stała się znana pod nazwą Pięciu Narodów. Zapoczątkował tym samym długi okres spokoju, który został nazwany „Wielkim Pokojem”.
Wrogiem Hiawathy był gwałtowny i bystry wódz Onondagów – Atotarho, który był w opozycji do Hiawathy i rady reformatorów. Jest on przedstawiany jako potworny zły brat Pana Życia, którego ciało zostało zniekształcone przez siedem haków. Wyobrażano sobie, że jego ręce są takie jak żółwia, a włosy są plątaniną wijących się węży. Był okropnym tyranem, którego Irokezi bali się i nienawidzili. Atotarho rozpoczął walkę z Hiawathą rozpoczynając od zabicia jego córek. Mimo tego Hiawatha kontynuował organizowanie rady więc Atotarho postanowił zabić ostatnią córkę Hiawathy. Wyczarował piękną istotę, która spadała z nieba w kierunku lasu, w którym córka Hiawathy zbierała drewno na opał. Oczarowani ludzie rzucili się do lasu i w zamieszaniu stratowali córkę na śmierć. Wówczas Hiawatha postanowił opuścić Onondagów i przeniósł swoje pokojowe przesłanie innym plemionom irokeskim.
W jednej z wersji mitu Hiawatha wędrował od wioski do wioski, ślubując z przywódcami Mohawków, Oneidów i Kajugów zaniechanie wojen i zabijania oraz przywrócenie pokoju i braterstwa między Irokezami. W końcu wszystkie plemiona wyraziły na to zgodę, jednak pod warunkiem, że Hiawatha przekona Atotarho do skończenia jego złych działań i doprowadzenia Onondagów do pokojowych relacji z resztą plemion.
Wtedy dochodzi do kontaktów Hiawathy z Deganawidą, nadnaturalną istotą znaną w kręgach irokeskich jako Twórca Pokoju. Uważano, iż urodził się z dziewicy i został zesłany aby przynieść pokój światu. Deganawida słyszał już o Hiawatcie, jednak był zniesmaczony wiadomością, że był on kanibalem. Deganawida udał się do chaty nieobecnego Hiawathy, wszedł na dach i położył się obserwując wnętrze przez otwór dymny. Po jakimś czasie Hiawatha powrócił z martwym ciałem Indianina, które pociął i ugotował. Gdy sięgał do kociołka zobaczył w wodzie odbicie twarzy Deganawidy, które wziął za swoje. Stwierdził, iż tak piękna twarz nie pasuje do kanibalizmu i porzucił go. Gdy wyszedł z chaty opróżnić kocioł spotkał Deganawidę i wyznał mu, co się stało. Deganawida pogratulował mu zwycięstwa nad dawnym stylem życia i polecił mu pokojową misję.
Ponieważ Deganawida się jąkał, Hiawatha został posłańcem pokoju do walczących ze sobą plemion. W końcu każde plemię Pięciu Narodów zaakceptowało jego przesłanie i nastąpił okres Wielkiego Pokoju. I ponownie jedynym, który się z tego wyłamał był Atotarho.
Deganawida, Hiawatha wraz z innymi wodzami udali się do Atotarho. Aby wzmocnić się przed spotkaniem z potężnym Atotarho wykonali trzynastosznurowy wampum oraz zaśpiewali Sześć Pieśni, które były częścią rytuału Święta Zmarłych. W chwili, gdy rozwinęli wampum i zaczęli wykonywać pieśń, Atotarho został oczarowany. Deganawida powiedział: „Ta pieśń będzie należeć tylko do ciebie. Nazywa się Używam jej do upiększenia świata”. Gdy umysł Atotarho zaczął się zmieniać, Deganawida przekształcił jego zniekształcone stopy w stopy normalnego człowieka. To samo zrobił z jego rękoma i włosami mówiąc „Twoja głowa będzie teraz jak ludzka głowa”. I wreszcie Deganawida wyprostował jego pokręcone ciało i Atotarho został zbawiony.
Przywódcy klanów mogli się wreszcie zgromadzić wokół ognisk i rozpocząć wprowadzanie praw rządu federacji pod kierunkiem Deganawidy i Hiawathy. Nowa rada, która powinna się zbierać co najmniej raz na pięć lat lub częściej w sytuacjach koniecznych, składała się z 50 wodzów (sachemów), którzy musieli być zatwierdzeni przez kobiece przywódczynie plemiennych irokeskich matrylinearnych grup rodzinnych (ołaczira). Trzy podstawowe zasady Deganawidy wykluczały kanibalizm z wyjątkiem symbolicznego aktu w czasie wojny z nieprzyjaciółmi Wielkiego Pokoju (uważano, że zjedzenie serca wroga daje spożywającemu odwagę i umiejętności poległego wojownika), gwarantowały jednostkom bezpieczeństwo i sprawiedliwość oraz, co najważniejsze, kończyły zwyczaj krwawych waśni.
Deganawida wsiadł do jaśniejącego canoe z białego kamienia i zniknął na zawsze. Pozostał Hiawatha, który stał się apostołem i misjonarzem niosącym przesłanie do innych plemion irokeskich, jednak bez większych pozytywnych rezultatów.
W chwili śmierci Hiawatha cieszył się olbrzymim poważaniem i był uważany za człowieka, który był blisko Pana Życia.